# Ballynacloghy

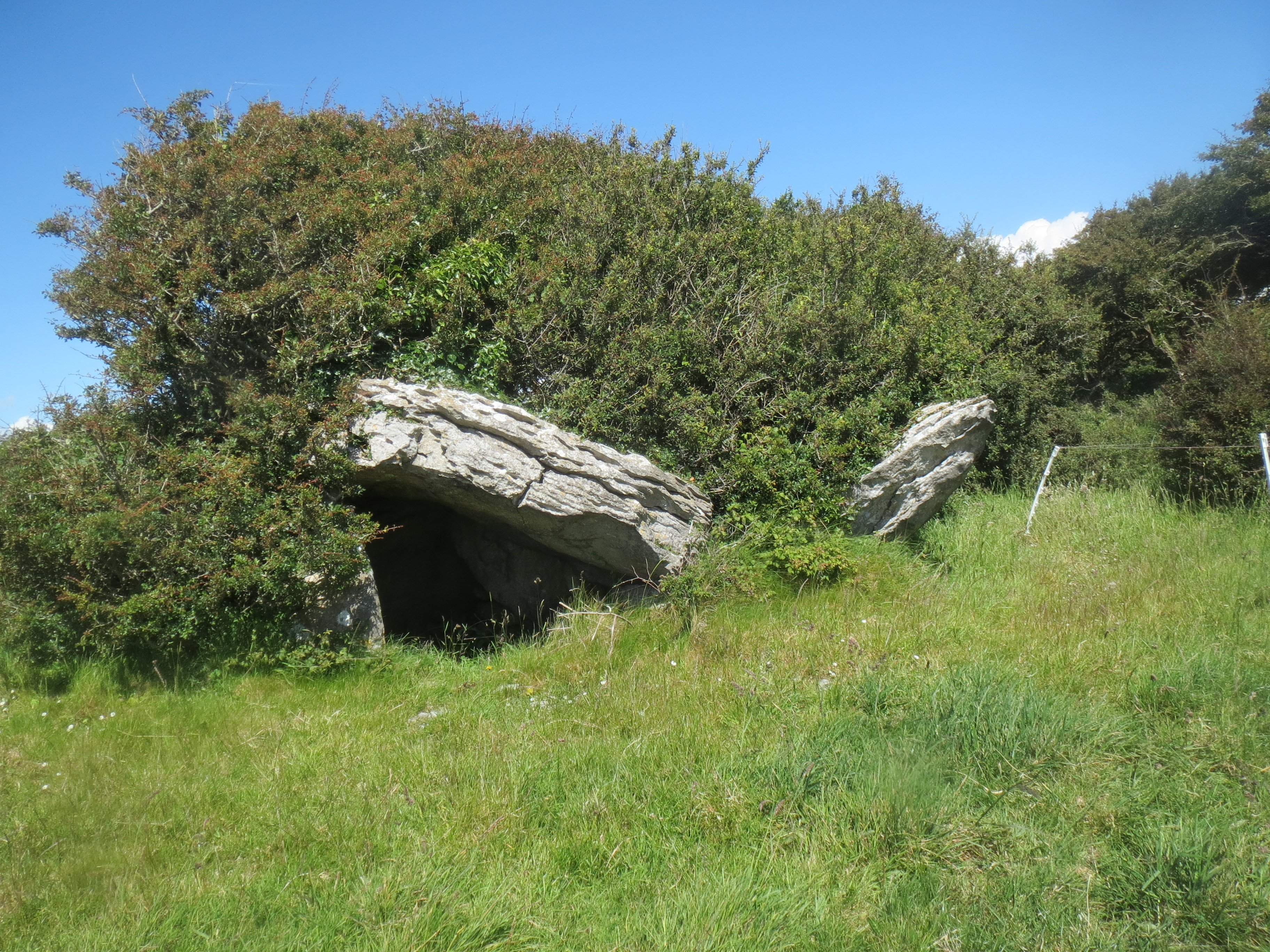
Ballynacloghy Portal Tomb

Das Portal Tomb von Ballynacloghy befindet sich etwa 30 m von der Ostküste der Bucht „Lackanaloy Creek“, nördlich vom Townland Ballynacloghy (irisch Baile na Cloiche) an einem sanften Südwesthang, etwa 8,0 km südwestlich von Oranmore im Süden des County Galway in der Republik Irland. Als Portal Tombs werden zwischen 4000 und 2500 v. Chr. in der Jungsteinzeit errichtete Megalithanlagen in Irland und Großbritannien bezeichnet, bei denen zwei gleich hohe, aufrecht stehende Steine, mit einem Türstein dazwischen, die Vorderseite einer Kammer bilden, die mit einem zum Teil gewaltigen Deckstein bedeckt ist.
Das teilweise zusammengebrochene West-Ost orientierte Portal Tomb besteht aus einem großen, rechteckigen Deckstein von etwa 2,4 m Länge, 2,2 m Breite und 0,6 m Dicke, der von den 1,6 m hohen Portalsteinen gerutscht ist, aber noch gegen den schräg stehenden südlichen Stein lehnt und auf dem hohen Endstein aufliegt. Zwei Portalsteine und ein spitzer Endstein bilden eine Kammer von 2,3 m Länge und 1,8 m Breite. Die Struktur befindet sich teilweise in einem Gebüsch auf einem ovalen Hügel von etwa 8,0 m Durchmesser.